# Ojo de Agua de Cervantes
Ojo de Agua de Cervantes är en ort i Mexiko.   Den ligger i kommunen Dolores Hidalgo och delstaten Guanajuato, i den centrala delen av landet, 280 km nordväst om huvudstaden Mexico City. Ojo de Agua de Cervantes ligger 2 052 meter över havet och antalet invånare är 229.
Terrängen runt Ojo de Agua de Cervantes är platt åt nordost, men åt sydväst är den kuperad. Runt Ojo de Agua de Cervantes är det ganska tätbefolkat, med 93 invånare per kvadratkilometer. Närmaste större samhälle är Dolores Hidalgo, 12,0 km öster om Ojo de Agua de Cervantes. Trakten runt Ojo de Agua de Cervantes består i huvudsak av gräsmarker.